# Mont Sanford

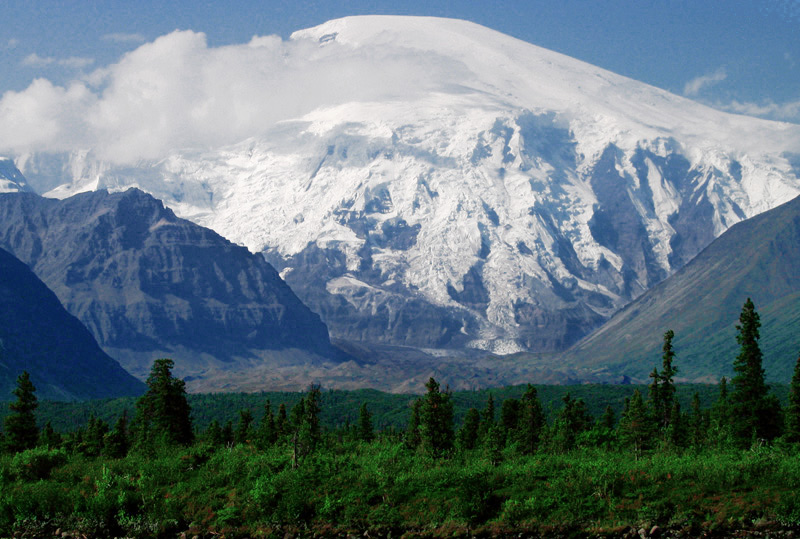
Mont Sanford

El Mont Sanford és un volcà en escut que es troba al camp volcànic Wrangell, a l'est d'Alaska, molt a prop del riu Copper. És el tercer volcà més alt dels Estats Units, per darrere del Mont Bona i el Mont Blackburn. La cara sud del volcà, a la capçalera de la glacera Sanford, s'eleva 2.400 metres en sols 1.600 metres lineals, donant com a resultat una de les parets amb més desnivell d'Amèrica del Nord.

## El nom
La muntanya fou batejada amb aquest nom el 1885 pel tinent Henry T. Allen, de l'Exèrcit dels Estats Units en honor de la família Sanford.

## Ascensions
La primera ascensió es va fer el 21 de juliol de 1938 per Terris Moore i Bradford Washburn, mentre que la primera ascensió en solitari l'aconseguí Naomi Uemura el 19 de setembre de 1968. Pocs dies més tard morí mentre intentava el mateix al Mont McKinley.